# Nazwa etniczna
Nazwy etniczne – pierwotnie oznaczały ludzi osiadłych w danym miejscu, a nie samą osadę. Osoby zamieszkujące osadę mogły być nazywane od:
1. naturalnych cech miejsca,
2. wspólnego przezwiska, nazwy rodowej itp.,
3. plemiennej przynależności.

Na przykład: Mogilany → Mogilanie, Gnat → Gnaty.    
Zastąpienie formy mianownika przez formę biernika nastąpiło prawdopodobnie w ciągu XIV wieku.